# Menai Bridge
Menai Bridge (kymriska Porthaethwy) är en ort och community på Anglesey i norra Wales vid Menaisundet och Menaibron. Befolkningen i tätorten, som sträcker sig in i Cwm Cadnant community, uppgick till 4 958 vid folkräkningen 2011., vilket gör den till öns näst folkrikaste ort.